# باور (مجموعه تلویزیونی)
باور (به انگلیسی: Believe) مجموعه تلویزیونی در گونه خیال‌پردازی-علمی–تخیلی-ماجراجویی محصول شبکه ان‌بی‌سی است.